# Risorse comuni
Le risorse comuni o beni comuni  (in inglese commons) sono beni utilizzati da più individui, rispetto ai quali la scienza studia determinate dinamiche sociali.
Si registrano, per motivi diversi, difficoltà di esclusione dal godimento di tali risorse: il loro "consumo" da parte di un attore, in alcuni casi, può ridurre le possibilità di fruizione da parte degli altri (ad esempio un pascolo che può esaurirsi), o invece no. In altri infatti si può verificare quello che viene definito consumo non competitivo (ad esempio la conoscenza scientifica che più è diffusa e più si accresce): sono generalmente risorse prive di restrizioni nell'accesso e indispensabili alla sopravvivenza umana e/o oggetto di accrescimento con l'uso.
Nell'accezione popolare viene definito bene comune uno specifico bene che è accessibile ad una specifica comunità: proprietà collettiva e uso civico.

## Sociologia economica
Oggi il tema dei beni comuni ha trovato un nuovo sviluppo con l'ampliamento dei limiti fisici e virtuali dovuti alla globalizzazione,  sulla spinta di argomenti che travalicano i confini geografici quali il riscaldamento globale, la depauperazione di ecosistemi unici o la perdita di biodiversità, tutti beni comuni dell'uomo. Inoltre oltre ai beni comuni classici di carattere fisico, il dibattito si è ampliato in riferimento ai beni immateriali quali ad esempio la biopirateria, i monopoli informatici, la proprietà intellettuale.

### Teorie
I beni comuni circolano al di fuori del mercato, attraverso i canali dell'economia informale: l'accaparramento, la raccolta libera, la condivisione, l'economia del dono. Si può dire che sono beni di fatto "non escludibili", ossia per i quali non è possibile imporre un prezzo. Oltre a questo, sono beni parzialmente o totalmente "rivali", per i quali esiste il rischio di un eccessivo sfruttamento (si pensi alla foresta amazzonica o agli stock ittici), dovuto ad una inefficiente distribuzione dei diritti sociali.

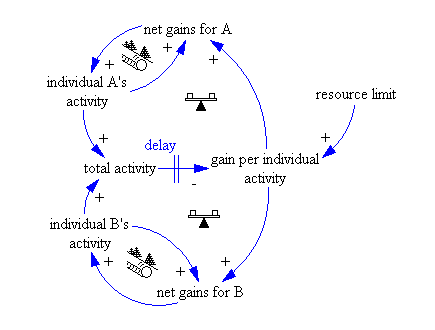
Causal loop diagram - system archetype "Tragedy of the commons"

Le risorse comuni, pur presentando tratti che a volte le avvicinano ad altri tipi di beni, si distinguono da essi tanto concettualmente quanto per i problemi che pongono ai loro utilizzatori. All'interno della teoria dei commons viene utilizzata una classificazione dei beni in quattro categorie, costruite tramite l'incrocio di due variabili centrate sulla determinazione del rapporto tra bene e utilizzatori:
- la difficoltà di esclusione di un individuo dalla fruizione del bene (escludibilità)
- il fatto che il suo consumo da parte di un attore riduca o meno le possibilità di consumo degli altri (sottraibilità)[4]

I beni pubblici - per definizione non escludibili e non sottraibili - costituiscono uno dei poli della tipologia presentata, mentre al polo opposto si collocano i beni privati. Due casi intermedi sono i beni di club (toll goods), caratterizzati da bassa sottraibilità e da facilità di esclusione, e le risorse comuni con difficoltà di esclusione alta e sottraibilità elevata. Da notare che non si tratta qui di categorie assolute, quanto di un "territorio" o - se si preferisce - di un piano cartesiano sul quale possono essere collocati i diversi tipi di beni reali a seconda delle loro caratteristiche, con ai poli i tipi puri, empiricamente difficili, anche se non necessariamente impossibili, da identificare.

### Tragedia dei beni comuni
Anche se l'analisi delle risorse comuni non nasce con Garrett Hardin, l'articolo pubblicato su Science nel 1968, "La tragedia dei beni comuni", costituisce tuttavia il punto di partenza del dibattito contemporaneo sull'argomento. Hardin - biologo di formazione, ecologista e specialista del problema dell'incremento demografico mondiale - descrive in esso un modello che costituisce una "metafora" della pressione data dalla crescita incontrollata della popolazione umana sulle risorse terrestri, presentandolo quale "tragedia della libertà in una proprietà comune". La posizione di Hardin è, in sintesi, che gli utilizzatori di una risorsa comune sono intrappolati in un dilemma tra interesse individuale e utilità collettiva, che è sostenibile solo in situazioni caratterizzate da scarsità di popolazione. Dal dilemma, secondo Hardin, non è possibile uscire con soluzioni tecniche (come può essere, ad esempio, l'incremento di produttività di specie vegetali, come il frumento, di rilevante valore per l'alimentazione umana e animale), che, in definitiva, si risolverebbero in espedienti in grado solo di spostare il problema in avanti nel tempo. L'ultima parola, secondo Hardin, spetta all'intervento di un'autorità esterna, di norma lo stato, che imponga la "coercizione" come sistema per evitare la "tragedia": si tratta di una soluzione statalista e contro il libero mercato, secondo cui, nell'elaborazione di soluzioni politiche e legislative, la salvaguardia dell'interesse e del bene della collettività viene prima della tutela della libertà individuale dei diritti individuali, tra cui il diritto di proprietà. La soluzione proposta da Hardin è espressa e sintetizzata in un termine, "coercizione", che, come lo stesso Hardin avverte, è inviso alla maggior parte dei liberisti ma "non è detto che debba esserlo per sempre".

### Governing the Commonsdi Elinor Ostrom
L'idea che esista un'unica via nella risoluzione dei problemi posti dai beni comuni - sia essa l'ipotesi statalista di Hardin o la suddivisione e la privatizzazione della risorsa, idea di matrice essenzialmente economica - è stata però messa in discussione da Elinor Ostrom (Premio Nobel per l'economia nel 2009) e dai suoi collaboratori nel corso degli anni '80 del Novecento, soprattutto con la pubblicazione di "Governing the Commons" (E. Ostrom, 1990). In esso viene rilevato che, tanto la gestione autoritaria-centralizzata dai beni comuni quanto la sua privatizzazione, benché utilizzabili in determinate situazioni, non costituiscono la soluzione né sono immuni essi stessi da problemi rilevanti.
Partendo dallo studio di casi empirici, nei quali viene mostrato come gli individui reali non siano irrimediabilmente condannati a rimanere imprigionati nei problemi di azione collettiva legati allo sfruttamento in comune di una risorsa, la Ostrom ha posto in discussione soprattutto l'idea che esistano dei modelli applicabili universalmente. Al contrario, in molti casi - storici e contemporanei - le singole comunità appaiono essere riuscite a evitare i conflitti improduttivi e a raggiungere accordi su una utilizzazione sostenibile nel tempo delle risorse comuni tramite l'elaborazione endogena di istituzioni deputate alla loro gestione.

### Maggiori teorici
- Peter Barnes
- Yochai Benkler
- Iain Boal
- George Caffentzis
- Silvia Federici
- Garrett Hardin
- Michael Hardt
- David Harvey

- Lawrence Lessig
- Peter Linebaugh
- Paolo Maddalena
- Elio Marciano
- Maria Rosaria Marella
- William Morris
- Christian Felber
- Toni Negri

- Elinor Ostrom
- Raj Patel
- Oliver Williamson
- John Platt)
- Kenneth Rexroth
- Ariel Vercelli
- Gerrard Winstanley
- Karl Linn

- Vandana Shiva
- Murray Bookchin
- Paolo Cacciari
- Gabriele Carapezza Figlia
- Ugo Mattei
- Stefano Rodotà
- Alberto Lucarelli
- Edoardo Salzano

## Diritto italiano
La situazione normativa italiana fa riferimento alle norme del Codice civile, dal 1942, agli artt. 822 e seguenti. Nel 2007 è stata istituita una Commissione ministeriale, la c.d. Commissione Rodotà per dettare una più moderna normativa di riforma del codice civile.
La commissione, voluta da Clemente Mastella e presieduta da Stefano Rodotà, ha presentato al Senato della Repubblica un disegno di legge delega, che non è mai arrivato alla discussione parlamentare. Era redatto sotto forma di Delega al Governo per la modifica del Capo II del Titolo I del Libro III del Codice Civile.
In quel disegno di legge venivano descritti come "beni comuni", sul piano giuridico, quei beni «che non rientrano stricto sensu nella specie dei beni pubblici, poiché sono a titolarità diffusa, potendo appartenere non solo a persone pubbliche, ma anche a privati. Ne fanno parte, essenzialmente, le risorse naturali, come i fiumi, i torrenti, i laghi e le altre acque; l'aria; i parchi, le foreste e le zone boschive; le zone montane di alta quota, i ghiacciai e le nevi perenni; i tratti di costa dichiarati riserva ambientale; la fauna selvatica e la flora tutelata; le altre zone paesaggistiche tutelate. Vi rientrano, altresì, i beni archeologici, culturali, ambientali».
Si era poi prevista «una disciplina particolarmente garantistica di tali beni, idonea a nobilitarli, a rafforzarne la tutela, a garantirne in ogni caso la fruizione collettiva, da parte di tutti i consociati, compatibilmente con l'esigenza prioritaria della loro preservazione a vantaggio delle generazioni future. In particolare, la possibilità di loro concessione a privati è limitata. La tutela risarcitoria e la tutela restitutoria spettano allo Stato. La tutela inibitoria spetta a chiunque possa fruire delle utilità dei beni comuni in quanto titolare del corrispondente diritto soggettivo alla loro fruizione».
Rispetto ai beni pubblici di appartenenza a soggetti pubblici, la proposta elaborata dalla commissione «abbandona la distinzione formalistica fra demanio e patrimonio, e introduce una partizione sostanzialistica, distinguendo i beni pubblici, a seconda delle esigenze sostanziali che le loro utilità sono idonee a soddisfare, in tre categorie: beni ad appartenenza pubblica necessaria; beni pubblici sociali; beni fruttiferi».
Caduto il Governo Prodi II immediatamente dopo la consegna delle conclusioni della Commissione Rodotà, nel febbraio del 2010 il relativo disegno di legge fu presentato al Senato della Repubblica su iniziativa unanime del Consiglio regionale del Piemonte. Esso, tuttavia, non fu mai discusso in aula, con disappunto di alcuni dei componenti della Commissione che decisero di estendere i quesiti di due dei quattro referendum abrogativi del 2011. Raggiunto il quorum, i due referendum, spesso ricordati come "referendum sull'acqua pubblica", videro l'approvazione di oltre il 95% dei votanti. Tuttavia, nonostante la formale abrogazione delle norme oggetto di referendum con decorrenza 21 luglio 2011, con l'articolo 4 del decreto legge 13 agosto 2011 n. 138 il Governo Berlusconi IV cercò di reintrodurre parte delle norme abrogate. Il 20 luglio 2012 la Corte costituzionale giudicò incostituzionale quell'articolo, affermando che esso violava il divieto di ripristino della normativa abrogata dalla volontà popolare desumibile dall’articolo 75 della Costituzione. La Corte stabilì inoltre che questa sentenza annulla anche le disposizioni contenute nel primo pacchetto di riforme economiche del marzo 2012 volute dal Governo Monti in materia di privatizzazioni A differenza dei tentativi governativi di cui sopra, la giurisprudenza civile italiana accoglie esplicitamente la nozione di “beni comuni” nella definizione a loro data dalla Commissione Rodotà, ad esempio con l’affermazione delle Sezioni Unite civili della Corte di cassazione n. 3665 del 2011 secondo cui devono ritenersi comuni, prescindendo dal titolo di proprietà, quei beni che risultino funzionali al perseguimento e al soddisfacimento degli interessi della collettività ed alla realizzazione dello Stato sociale. Il concetto di funzione sociale della proprietà viene, quindi, ad evolversi, nel senso che non costituisce soltanto un limite esterno alla proprietà privata, ma rappresenta anche un parametro distintivo della natura pubblica di un bene. Nel febbraio del 2013, Stefano Rodotà, con la collaborazione di studiosi illustri quali Ugo Mattei, Alberto Asor Rosa, il giudice emerito della corte costituzionale Paolo Maddalena, Alberto Lucarelli, Maria Rosaria Marella, Luca Nivarra, Salvatore Settis, rilanciava le conclusioni della Commissione Rodotà, e con esse il dibattito sui beni comuni, nel tentativo di ripensare le categorie di proprietà pubblica e privata, mettendo al centro i diritti inalienabili della collettività. Dopo la morte di Rodotà, su impulso di Ugo Mattei e Alberto Lucarelli il 30 novembre 2018 un convegno all'Accademia Nazionale dei Lincei riproponeva la discussione sui beni comuni con l'obiettivo di presentare nuovamente le conclusioni della Commissione Rodotà in Parlamento, stavolta come progetto di legge di iniziativa popolare, la cui raccolta di firme è promossa dal Comitato Popolare di Difesa dei Beni Comuni, Sociali e Sovrani "Stefano Rodotà".